# Valeriana potopensis
Valeriana potopensis är en kaprifolväxtart som beskrevs av Briquet. Valeriana potopensis ingår i släktet vänderötter, och familjen kaprifolväxter. Inga underarter finns listade i Catalogue of Life.